# Gina Dowding

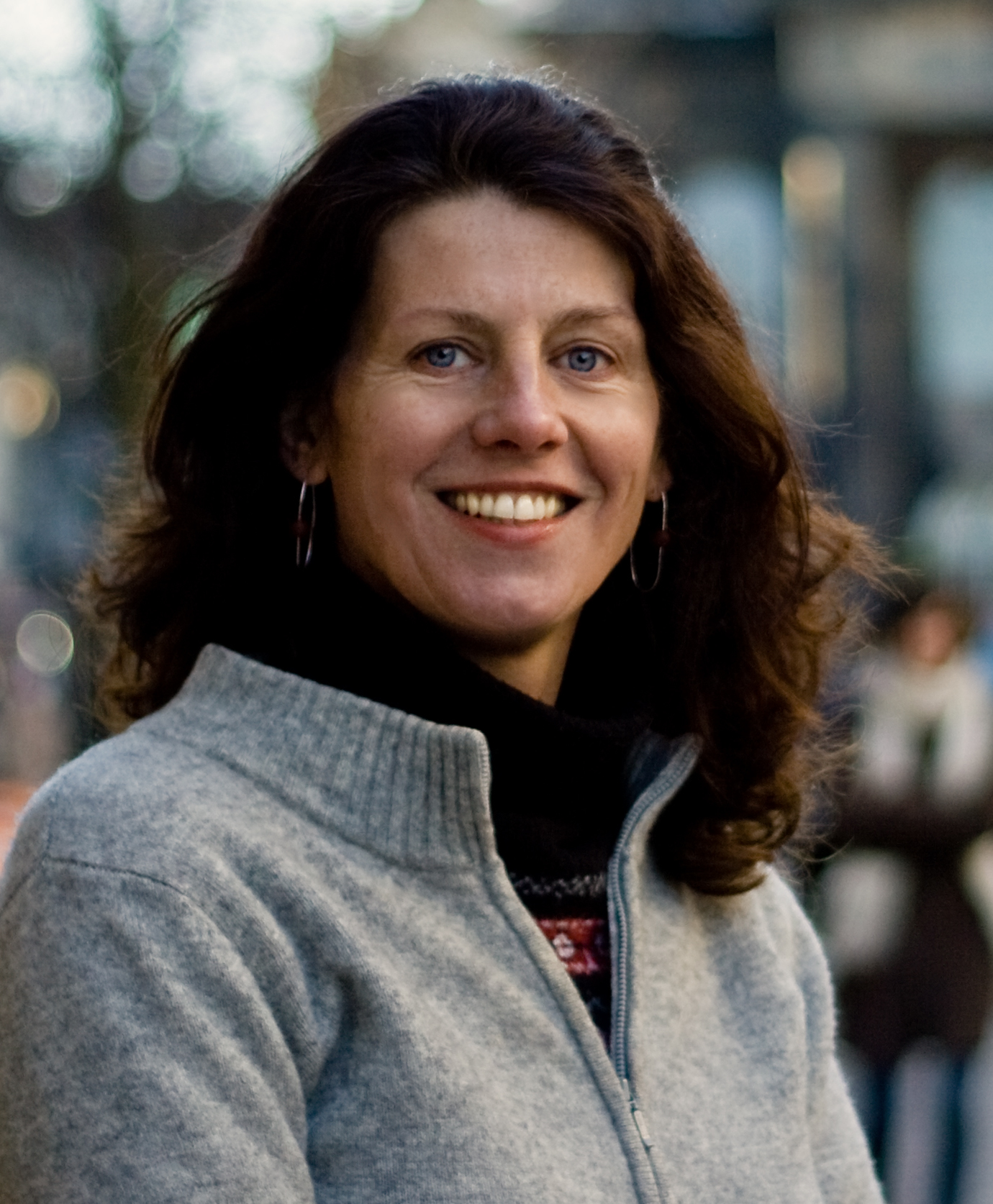
Gina Dowding (2010)

Gina Dowding (* 15. Juli 1962 in London) ist eine britische Politikerin (Green Party of England and Wales). Dowding, lange aktiv in der Lokalpolitik von Lancaster, wurde bei der Europawahl 2019 ins Europäische Parlament gewählt und war bis zum 31. Januar 2020 Mitglied der Fraktion Die Grünen/EFA.

## Leben

### Ausbildung
Dowding studierte an der Nottingham Trent University. Nach ihrem Studium begann sie als Expertin für öffentliche Gesundheit beim britischen NHS zu arbeiten. Ebenso war sie für verschiedene Nichtregierungsorganisationen als Projektmanagerin tätig.

### Politisches Engagement
Dowding ist bereits seit den frühen 1990er Jahren Mitglied der Green Party of England and Wales. Auf lokaler Ebene kandidierte sie 1991 erstmals für den Stadtrat von Lancaster (Lancaster City Council), wurde jedoch erst bei der Wahl 1999 gewählt, und seitdem 2003 und 2019 wiedergewählt. Parallel kandidierte sie seit 1993 auch für den Gemeinderat von Lancashire (Lancashire County Council), für den wurde sie 2013 gewählt, und 2017 wiedergewählt. Kandidaturen Dowdings für das britische Unterhaus waren weder 1992 noch 2010 erfolgreich.
Dowding kandidierte ebenfalls seit 1999 regelmäßig für das Europäische Parlament, war jedoch weder bei den Wahlen 1999, noch 2004 und 2014 im Europawahlkreis North West England erfolgreich. 2019 nominierte ihre Partei sie für die Europawahl 2019 auf den ersten Listenplatz der Partei im britischen Europawahlkreis North West England. Ihre Partei holte mit 12,48 Prozent der Stimmen erstmals ein Mandat in dem Wahlkreis, das Dowding annahm. Sie trat der Fraktion Die Grünen/EFA bei, für die sie Mitglied im Ausschuss für auswärtige Angelegenheiten war. Zudem war sie stellvertretendes Mitglied im Ausschuss für Industrie, Forschung und Energie und Ausschuss für Verkehr und Tourismus.  Im Rahmen des Austritts des Vereinigten Königreichs aus der Europäischen Union verließ Dowding das Europäische Parlament zum 31. Januar 2020.

### Privat
Downding lebt in Lancaster, ist verheiratet und hat zwei Kinder.